# Otão de Hachberg-Sausenberg
Otão de Hachberg-Sausenberg (em alemão:  Otto von Hachberg-Sausenberg; 1302-1384), foi um nobre alemão pertencente à Casa de Zähringen, e foi o segundo Marquês de Hachberg-Sausenberg.

## Biografia
Otão era o filho mais novo do marquês Rodolfo I de Hachberg-Sausenberg e de Inês, filha herdeira de Otão de Rötteln. 
O seu irmão mais velho, Henrique, que sucedera ao pai, viria a morrer sem descendência em 1318, pelo que Otão e o seu outro irmão, Rodolfo II, sucederam-lhe conjuntamente como Marqueses de Baden-Sausenberg.
Em 1352, com a morte do seu irmão Rudolfo II, Otão assumiu a tutela do sobrinho, Rodolfo III, o filho ainda menor de Rodolfo II, que sucedera na parte do pai. A tutela do menino acabou por ser transferida em 1358, para Walram III, Conde de Thierstein, tio materno da criança.
No outono de 1332, tropas da cidade de Basileia sitiaram o castelo Rötteln porque ele (ou o seu irmão) teriam esfaqueado e morto o Burgomestre da cidade, Burkhard Werner von Ramstein . O conflito foi resolvido após a mediação da aristocracia da cidade Este obscuro episódio histórico enquadra-se nas rivalidades de 2 grupos da cidade, os Psitticher  (apoiados pelo Marqueses de Hachberg-Sausenberg) e os Sterner (apoiados pela família do Burgomestre).
Em 1366, os dois marqueses de Hachberg-Sausenberg, Otão e Rudolfo III, doaram o Altar de Santa Cruz à igreja de Sitzenkirch, em Kandern. 
Otão faleceu em 1384, sendo sepultado na igreja de Sitzenkirch.

## Casamentos
Otão casou-se por duas vezes:
- em primeiras núpcias, com Catarina von Grandson;
- em segundas núpcias, com Isabel von Strassberg († 1352).

De nenhum dos casamentos teve descendência.

## Representação bibliográfica
Otão, juntamente com o seu irmão Rodolfo II, é o personagem principal do romance histórico da escritora alemã Käthe Papke, "Der eiserne Markgraf von Sausenberg-Rötteln", publicado em 1928. Neste romance, Papke atribui o assassinato do Burgomestre de Basileia a Otão, que é retratado como um colérico.
Existe uma lenda popular, a da "bruxa de Binzen", onde são referidos as figuras históricas dos irmãos Otão e Rodolfo.

## Selos de Otão

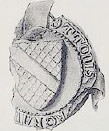
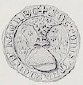
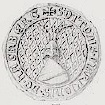